# Montefortino (Marken)
Montefortino (im fermeser Dialekt: Montefurti) ist eine italienische Gemeinde (comune) mit 1037 Einwohnern (Stand 31. Dezember 2023) in der Provinz Fermo in den Marken.

## Geographie
Die Gemeinde liegt etwa 41 Kilometer südwestlich von Fermo am Rand vom Nationalpark Monti Sibillini, gehört zur Comunità montana dei Sibillini und grenzt unmittelbar an die Provinzen Ascoli Piceno und Macerata. Die Nachbargemeinden sind Amandola, Bolognola (MC), Castelsantangelo sul Nera (MC), Comunanza (AP), Montemonaco (AP), Sarnano (MC) und Ussita (MC).

## Geschichte
Die Gemeinde war bereits in der römischen Antike besiedelt. Die Burganlage wurde im 12. Jahrhundert errichtet. Seit 1084 ist der Ort eine eigenständige Gemeinde.

## Sehenswürdigkeiten

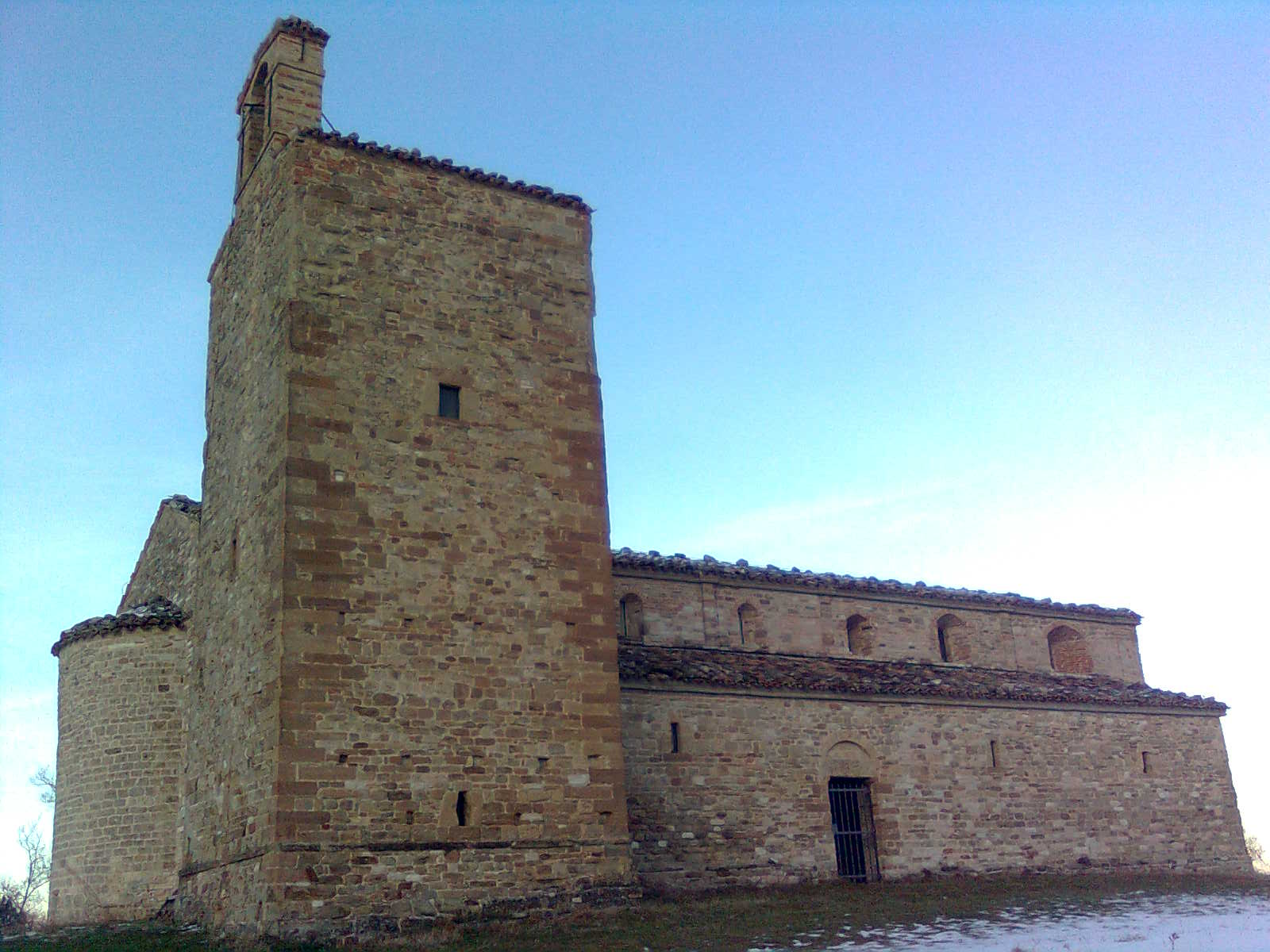
Chiesa di San Michele (Sant’Angelo)
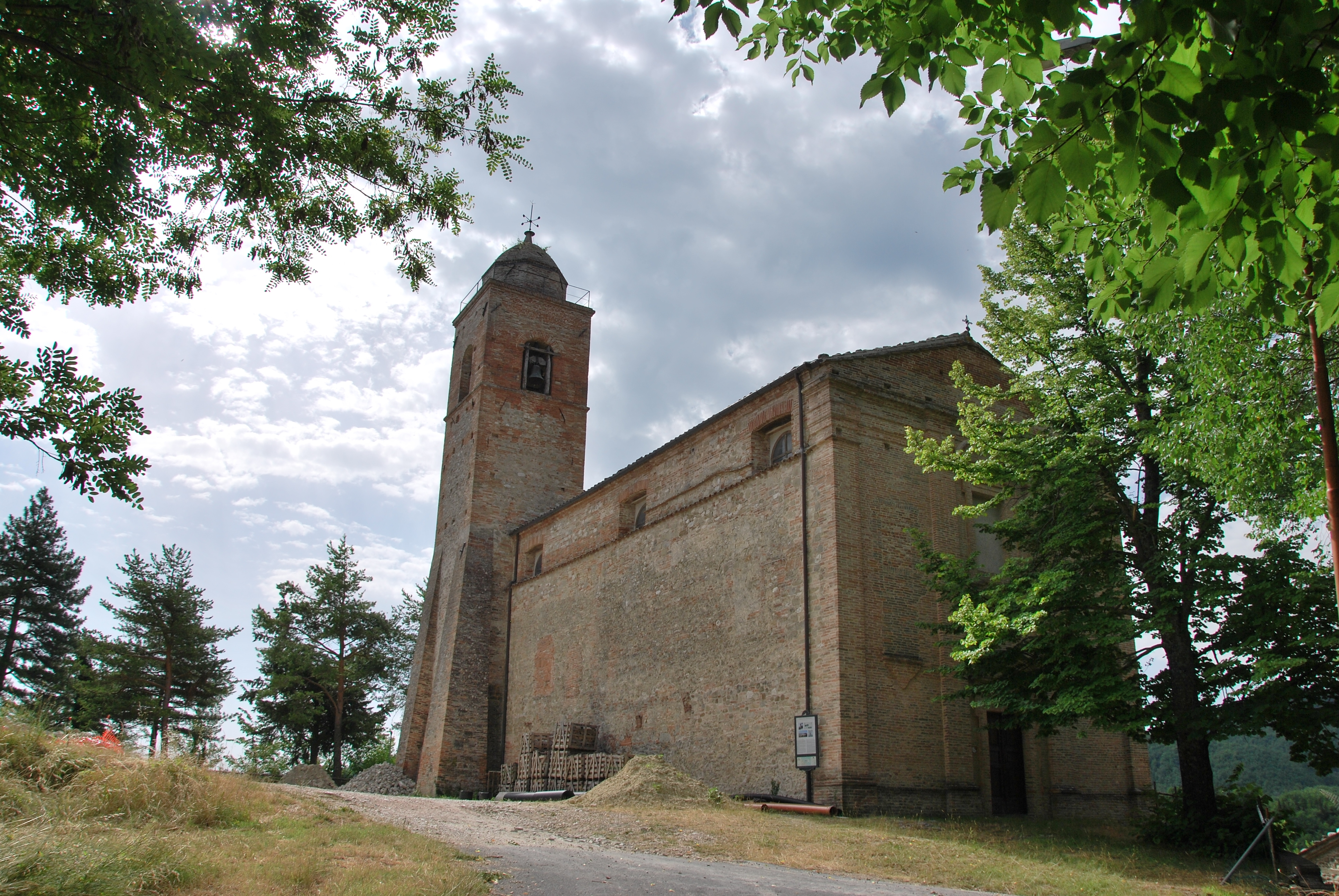
Chiesa di San Francesco
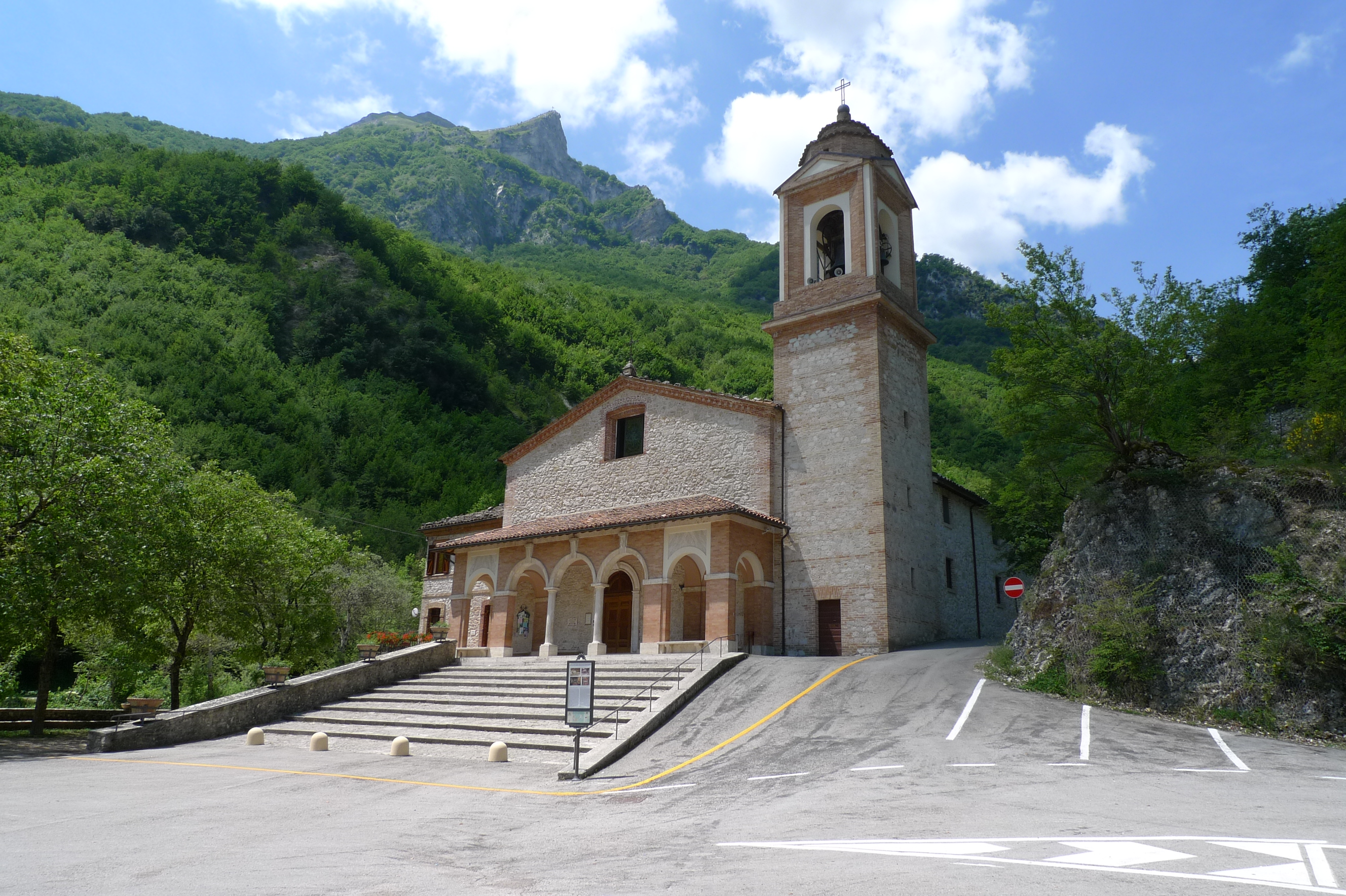
Santuario della Madonna dell’Ambro
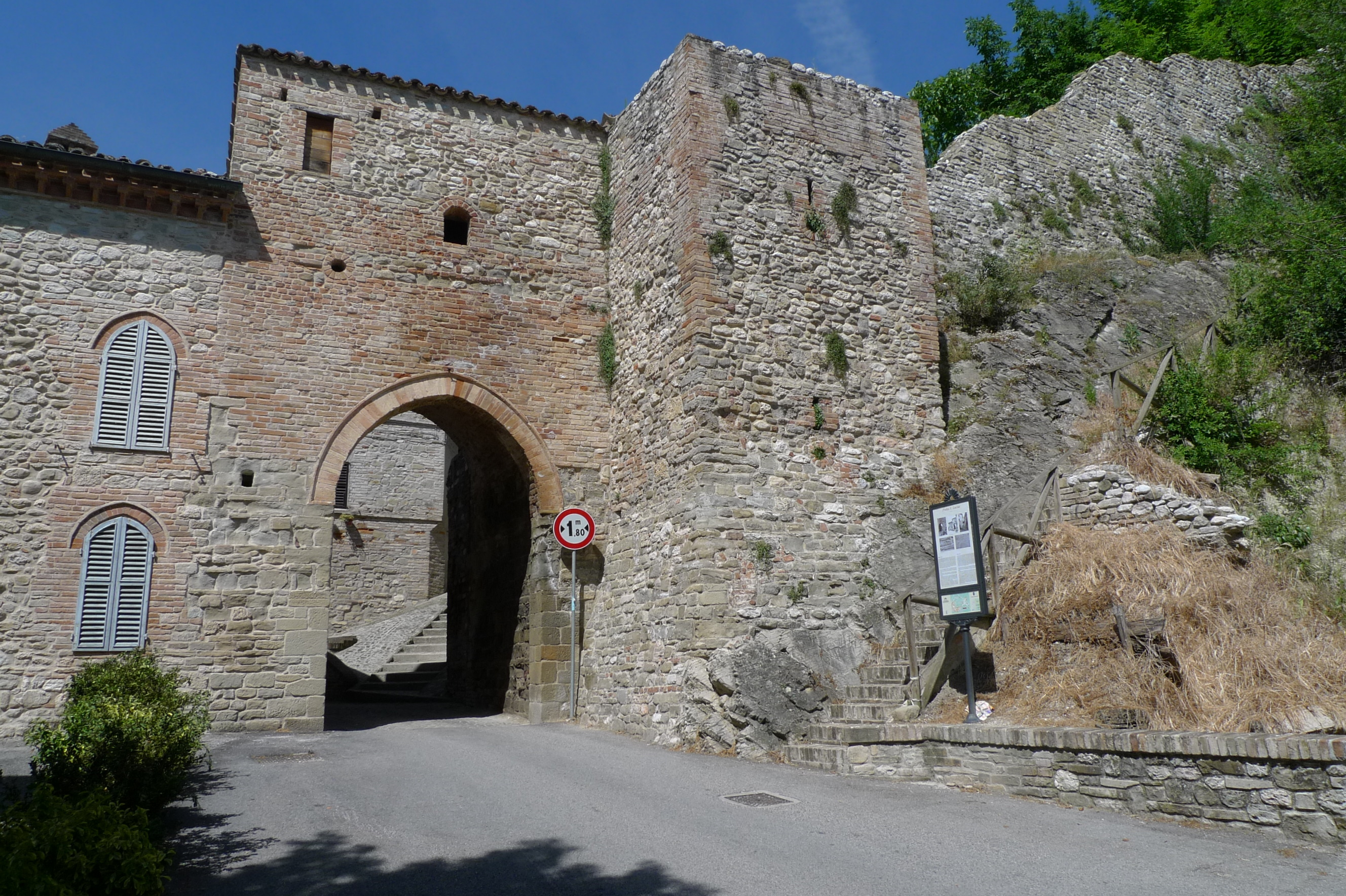
Porta Santa Lucia
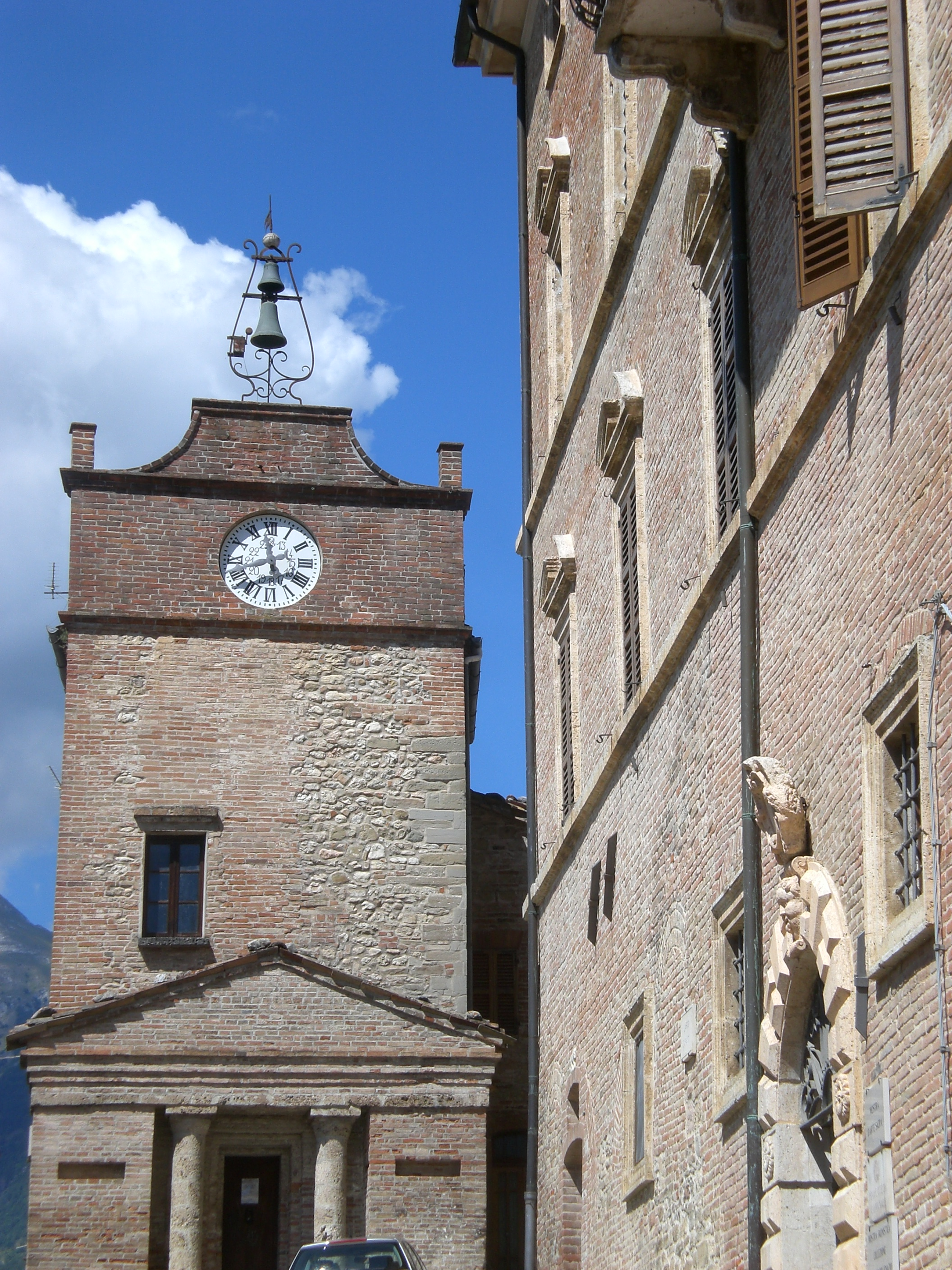
Tempietto dell’Orologio
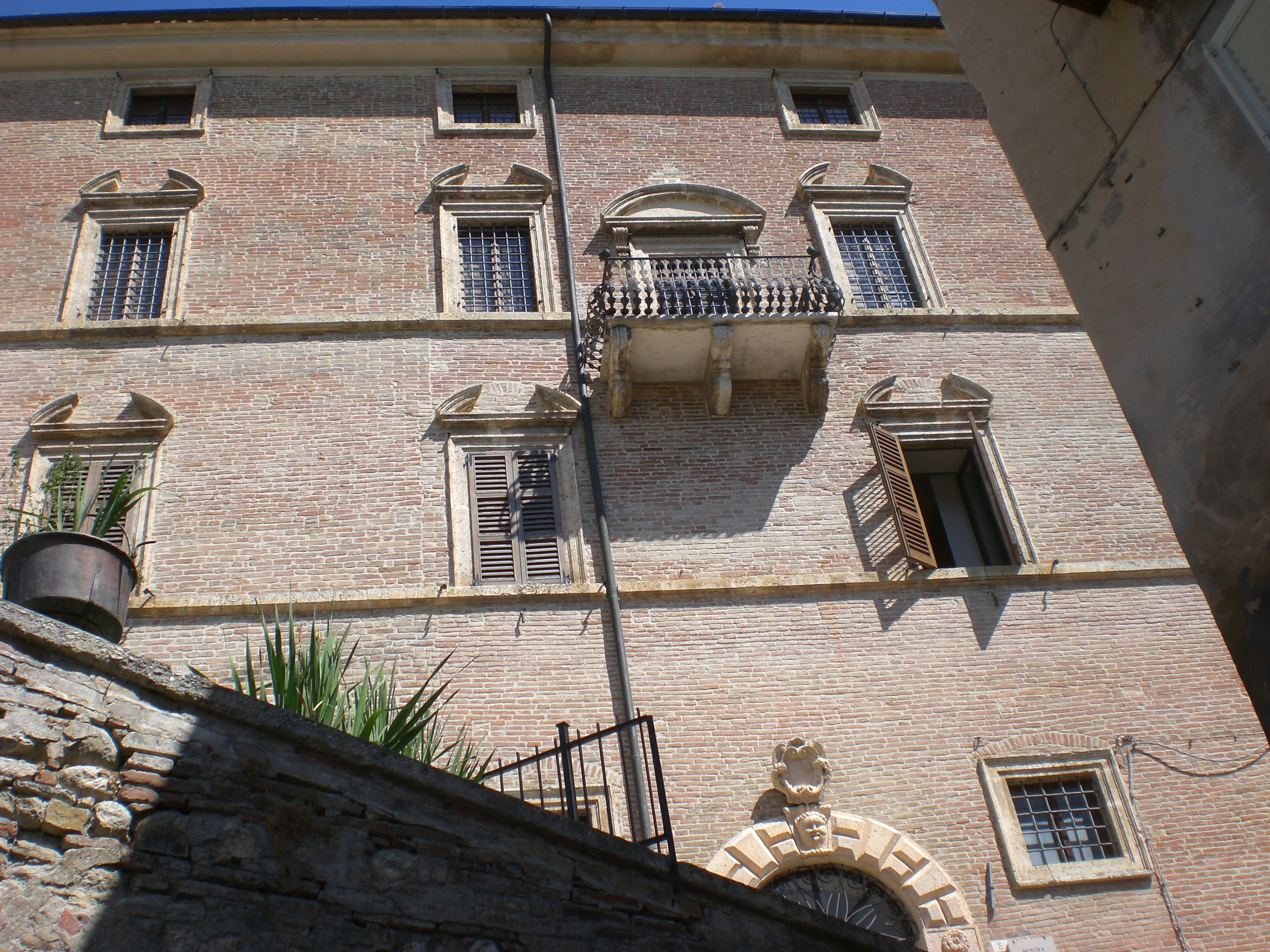
Palazzo Leopardi